# 한스 즈드라질라
한스 즈드라질라(체코어: Hans Zdražila, 1941년 3월 10일 ~)는 체코의 역도 선수이다. 그는 1964년 하계 올림픽 미들급 부문에서 금메달을 획득했다.
그는 1963년과 1966년 세계 선수권 대회에서 2개의 동메달을 획득했다.